# Eitelkeit
Eitelkeit (lateinisch vanitas) oder Gefallsucht ist die übertriebene Sorge um die eigene Schönheit oder die geistige Vollkommenheit, den eigenen Körper, das Aussehen und die Attraktivität oder die Wohlgeformtheit des eigenen Charakters. Eitle Menschen werden manchmal auch als affektiert bezeichnet.

## Beschreibung
Die Grenzen zwischen der natürlichen Freude am eigenen Körper und der übertriebenen Sorge um die eigene Attraktivität sind fließend (vgl. Wertewandel). Was der eine noch als angebracht empfindet, ist für den anderen schon maßlos. Vgl. auch Narziss sowie Vanity publisher. Diese Sorge beschäftigt die Menschen zumindest in ihrer Häufigkeit mehr als alle anderen ihrer Befürchtungen, welche in Sorgenbarometern regelmäßig erhoben werden, wie Angst vor Arbeitslosigkeit, Krankheit, Umweltzerstörung und Ähnlichem.

### Die Eitelkeit als Hauptsünde
In der christlichen, besonders der katholischen Theologie wird die Eitelkeit zu den Hauptsünden gerechnet. Die Eitelkeit lenkt das Denken des Menschen von Gott ab und hin zu sich selbst, zu seinem Körper und seinem Äußeren.

„All Is Vanity“ von Charles Allan Gilbert, illustriert die Verstrickung von Leben und Tod.

## Andere Wortbedeutung
Eitelkeit hat auch die abweichende, ursprüngliche, aber heute veraltete Bedeutung: Vergänglichkeit, Nichtigkeit, Leere und Vergeblichkeit (vgl. engl. idle oder dt. etwas vereiteln). Insbesondere im Barock war das Lebensgefühl der Vergänglichkeit (siehe z. B. das Barocksonett Es ist alles eitel) jedes irdischen Strebens eines der zentralen Motive der Literatur.
In einem konkurrierenden Umfeld findet der Begriff Eitelkeit auch abwertend Verwendung für das Zuweisen einer mehr oder weniger ausgeprägten Form des klassischen Narzissmus an Konkurrenten. Die Schärfe der Semantik lässt sich im Einzelfall an Wortwahl, Tonfall und Körpersprache ablesen. Berichtet eine Person dagegen von der eigenen Eitelkeit, soll dies von anderen als selbstkritisch aufgefasst werden.

## Überholte psychoanalytische Sichtweise
Die Psychoanalytikerin und Freud-Schülerin Helene Deutsch definierte 1925 die Eitelkeit der Frau als eine Wirkung des Penisneids, denn die Frauen „werden dazu getrieben, ihre körperlichen Reize als verspätete Kompensation für ihre ursprüngliche sexuelle Minderwertigkeit höher zu bewerten“. An diesen Gedanken anknüpfend schreibt der Psychoanalytiker Theodor Reik 1960: „Wir haben daher das lebendige Schönheitsempfinden und den besseren Geschmack, den Frauen besitzen, einem anfänglichen schockierenden Eindruck zu verdanken, den die Frauen in ihrer Kindheit gewannen, als sie sich, verglichen mit den Jungen, benachteiligt, minderwertig und häßlich fühlten.“

## Zitate
- François de La Rochefoucauld bemerkte einmal: „Bescheidenheit ist die schlimmste Form der Eitelkeit“.
- Friedrich Nietzsche: „Die Eitelkeit ist die Furcht, original zu erscheinen, also ein Mangel an Stolz, aber nicht notwendig ein Mangel an Originalität“, aus: Morgenröte, Aph. 365
- Friedrich Nietzsche: „Man muss sich also eingestehen, dass die eitelen Menschen nicht sowohl Anderen gefallen wollen, als sich selbst, und dass sie so weit gehen, ihren Vorteil dabei zu vernachlässigen; denn es liegt ihnen oft daran, ihre Mitmenschen ungünstig, feindlich, neidisch, also schädlich gegen sich stimmen, nur um die Freude an sich selber, den Selbstgenuss, zu haben“, aus: Menschliches, Allzumenschliches, Aph. 89